# Feminismo socialista

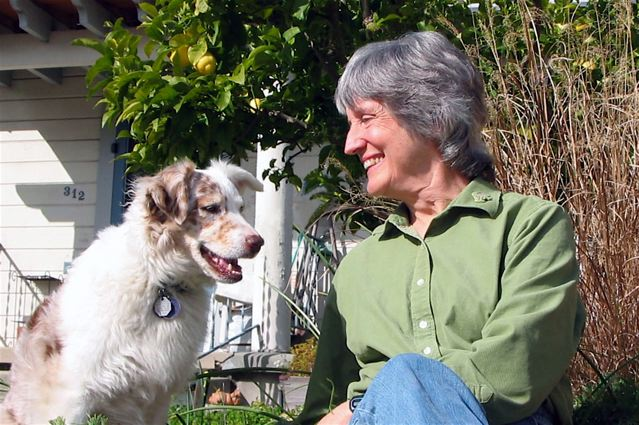
La académica estadounidense Donna Haraway, autora de la obra feminista El Manifiesto Cyborg, en 2006

El feminismo socialista es una corriente teórica y política que hace una crítica tanto del capitalismo como del patriarcado, enfatizando las esferas tanto pública como privada la vida de las mujeres, y que argumenta que la liberación solo puede ser lograda a través de poner fin a las fuentes tanto económicas como culturales de la opresión de las mujeres. Es una teoría y movimiento que amplían el argumento tradicional marxista del papel de la sociedad de clases en la opresión de las mujeres.[cita requerida]

## Definición
Comparte ciertos aspectos de la teoría del feminismo radical relacionados con su crítica del papel del patriarcado, y con el feminismo liberal en relación con la necesidad de luchar por derechos iguales en la sociedad actual. Al mismo tiempo, rechaza el planteamiento central del feminismo radical de que el patriarcado es la única o central fuente de la opresión de las mujeres, y la idea fundamental del feminismo liberal de que las mujeres se pueden liberar en el marco de la sociedad de clases sin una transformación de las relaciones de producción su opresión, ya que es clave para la existencia misma del capitalismo.
Las feministas socialistas creen que la sociedad debe ser reestructurada para terminar con la propiedad privada y la esclavitud doméstica, dar lugar a alguna fórmula de colectivización de las tareas del hogar y del cuidado de las  y los hijos, lograr una liberación sexual tanto de mujeres como hombres, y crear las condiciones para poner un alto a la violencia de género.
Esta teoría nace en el momento de expansión de la industrialización y del surgimiento del movimiento obrero; en los inicios del siglo XX, se caracteriza por ser un movimiento social centrado en las mujeres de la clase obrera y en sus condiciones de trabajo, así como de la incorporación de todas las mujeres al mercado laboral como una manera de independizarse de los hombres, aunque también lucha por el derecho al voto.
Posteriormente, en los años sesenta y setenta del siglo XX, volvió a surgir en los Estados Unidos, Europa y América Latina planteando un cuestionamiento a la forma en que la izquierda tradicional y la llamada "nueva izquierda" abordaba, o no, "la cuestión de la mujer", como algo secundario, a ser pospuesto. En el siglo XXI, ha habido un resurgimiento de interés en las teorías socialistas y una nueva reivindicación del feminismo socialista y marxista.
El feminismo de clase rechaza el término "aliado".

## Principales autoras
Una de las autoras enmarcada tradicionalmente en la corriente del socialismo es Flora Tristán, dentro de las denominadas socialistas utópicas. Si bien sus reivindicaciones y argumentos son similares a los del feminismo liberal en ella se produce un giro de clase que establece como referente a las mujeres obreras; reivindica la educación de las mujeres como base de una sociedad más justa y del bienestar no solo de las mujeres sino también de los varones.
Otra socialista importante en la lucha por los derechos de las mujeres es Clara Zetkin, quien afirma que “…los intereses de las mujeres no son homogéneos, sino que están en función de su pertenencia a las diferentes clases sociales”. En el caso de las mujeres de la alta burguesía la principal reivindicación de Zetkin cambia respecto a los autores anteriores y se refiere al derecho a disponer de su patrimonio frente a los varones. Para las mujeres de la pequeña burguesía sin embargo el derecho más importante, al igual que en el feminismo burgués, es el del voto, que les es negado porque los hombres se oponen a la posibilidad de que modifiquen las leyes laborales que permitan el acceso a la libre competencia de las mujeres por los trabajos liberales asalariados. En cuanto a las mujeres de la clase proletaria, considera que su situación es muy similar a la de los varones que se han convertido en fuerza de trabajo para el capital y por lo tanto cuando desaparezca la subordinación obrera desaparecerá también la de las mujeres. Este último punto es uno de los aspectos que más se han criticado del feminismo socialista, la idea poco realista de la igualdad entre hombres y mujeres en las clases bajas y que el socialismo pudiese acabar con la subordinación de las mujeres cuando para el socialismo la cuestión femenina ha sido la cuestión siempre aplazada.
Alejandra Kollontai es la primera autora socialista que afirma que la revolución no podrá realizarse sin una transformación de la moral sexual y la institución de la familia, que replantee incluso el concepto clásico de "amor". Para construir un mundo mejor además de modificar las relaciones de producción era necesaria según Marx la aparición de un hombre nuevo con nuevos valores y costumbres. Kollontai tendrá la valentía de afirmar que el socialismo dará lugar a una “la mujer nueva”, la cual no será posible sin un cambio revolucionario: “La crisis sexual no puede resolverse sin una transformación fundamental de la psicología humana, sólo puede ser vencida por la acumulación de “potencial de amor”. Pero esta transformación psíquica depende en absoluto de la reorganización fundamental de nuestras relaciones socioeconómicas sobre una base comunista. Si rechazamos esta “vieja verdad”, el problema sexual no tiene solución.”.